# Richard Norland

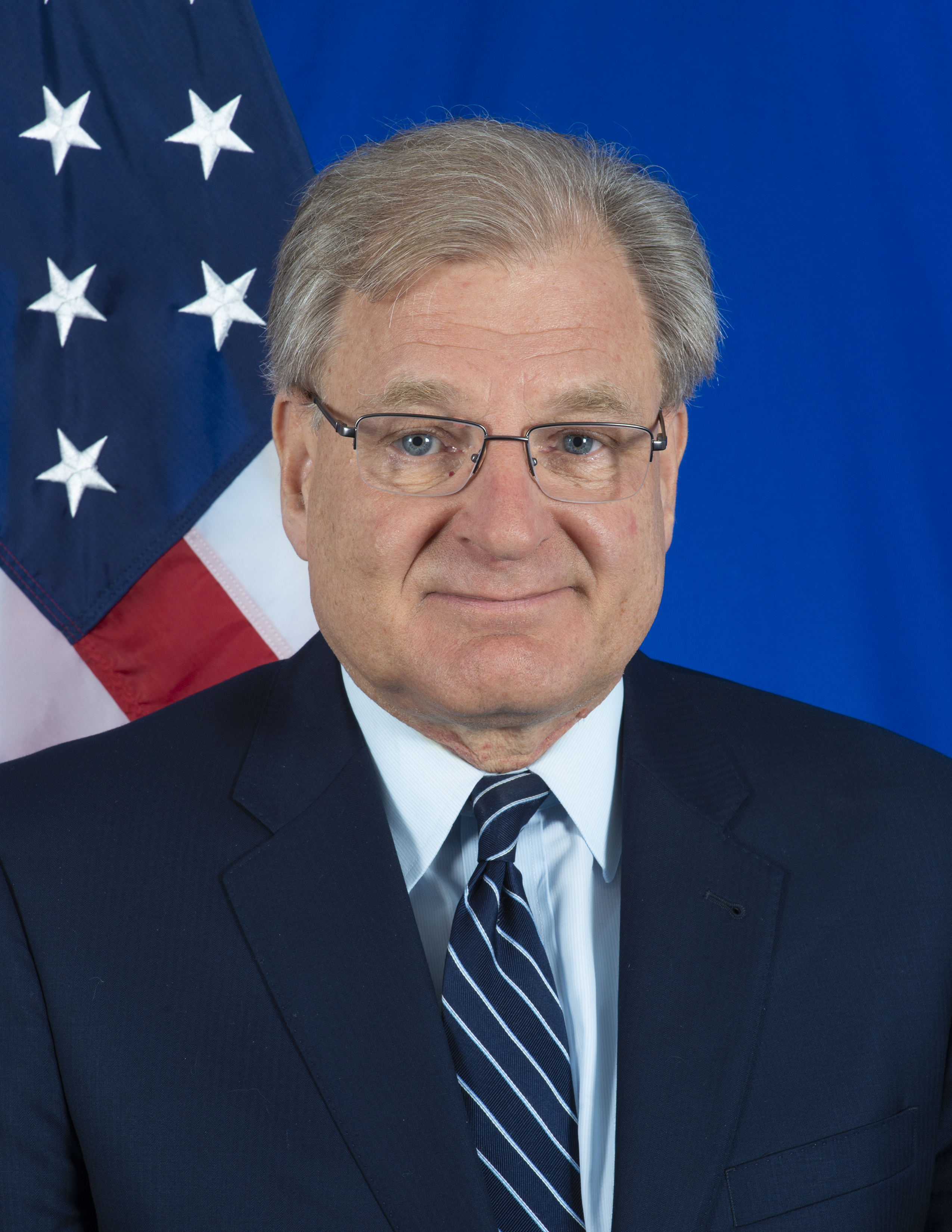
Richard Norland

Richard Boyce Norland (* 1955 in Rabat, Marokko) ist ein US-amerikanischer Diplomat.

## Ausbildung
Richard Norland ist der Sohn des Diplomaten Donald Norland (1924–2006). 1977 graduierte er vom Diplomaten-Studiengang der Georgetown University und trat 1980 dem United States Foreign Service bei.
Darüber hinaus verfügt er über Abschlüsse in International Public Policy von der Johns Hopkins University (1992) und in Nationaler Sicherheitsstrategie vom National War College (2002).
Richard Norland spricht Russisch, Französisch, Norwegisch und etwas Lettisch. Mit seiner Frau Mary Hartnett hat er zwei Kinder.

## Einsätze
Norlands erster Einsatz war an der US-Botschaft in Manama, Bahrain von 1981 bis 1982. Von 1986 bis 1988 war er Chef des U.S. Information Office in Tromsö. Während der Glasnost-Periode war Norland politischer Attaché an der amerikanischen Botschaft in Moskau (1988–1990).
1993 bestimmte man ihn als den amerikanischen Beobachter der OSZE-Mission für Georgien.
Von 1995 bis 1998 war Norland an der US-Botschaft in Dublin. Als die USA 1998–2000 den Vorsitz im Arktischen Rat übernahmen, wählte man ihn für das erste Jahr als Repräsentanten aus. Von 1999 bis 2001 war Norland Europa-Direktor am National Security Council.
Von Oktober 2002 bis Januar 2003 war er als Berater in Mazar-i-Sharif. 2003–2005 war Norland stellvertretender US-Gesandter in Riga.
Von 2007 bis 2010 war er US-Botschafter in Usbekistan, von 2012 bis 2015 in Georgien und seit 2019 in Libyen (GNA).